# Perry Mason
Perry Mason é um advogado fictício criado por Erle Stanley Gardner, aparecendo em mais de 80 histórias onde tem de defender seus clientes de acusações de assassinato.
O personagem tornou-se mais conhecido através da série de televisão homônima, estrelada pelo ator Raymond Burr, entre 1957 e 1966 para a rede CBS, e vendida para o mundo todo. Foi também personagem de rádio e filmes para cinema e televisão.
Os livros originais venderam mais de 130 milhões de exemplares só nos Estados Unidos, até 1970, ano da morte de Gardner.

## O personagem
Durante os mais de 80 livros sobre o advogado escritos por Erle Stanley Gardner, pouca, ou nenhuma referência foi feita quanto a sua aparência, seus costumes, sua família, seu passado e sua idade, as únicas características dadas por Gardner, é de que Perry Mason era paciente, com andar firme e resoluto, e era bastante confiante em si próprio, inspirando confiança também a seus clientes, além disso também é bastante explorado o modo como Mason se envolve nos seus casos. É certo dizer-se que Mason vive e trabalha em Los Angeles, porém em alguns livros, o lar do detetive é citado como sendo Nova York.
Algumas informações sobre a vida de Mason também podem ser encontradas nos livros, como por exemplo que o advogado é solteiro e que seus únicos amigos são Paul Drake, Della Street e alguns repórteres do jornal The Chronicle.
Perry Mason tem uma relação de amizade que vai muito além do campo profissional com Della Street, os dois personagens nunca chegaram a ter um romance nos livros, porém no filme The Case of the Velvet Claws Perry e Della aparecem casados, e no filme Perry Mason Returns de 1985 os personagens chegam a se beijar, mas nas obras de Gardner, Mason e Della são somente grandes amigos, permitindo desde fumar dentro do escritório até mesmo Della envolvendo-se nos casos do advogado. A secretária por diversas vezes alerta ao advogado que não se arrisque tanto para defender seus clientes.
Apesar de ser bastante preocupado com seus clientes, e dedicado a sua profissão, o advogado não deixa de cobrar por seus serviços, mesmo assim atende desde os clientes extremamente ricos, até aos mais humildes, mas no fim sempre é bem recompensado. Ainda assim Mason não se vende por dinheiro, e antes de aceitar um caso certifica-se de que seu cliente é inocente.
Um dos hábitos mais peculiares de Mason é tamborilar sobre sua escrivaninha, o que algumas vezes irrita os seus clientes, além de sempre se barbear no dia anterior ao julgamento.

### O escritório
O escritório de Perry Mason tem suas peculiaridades, são dois escritórios, um para Mason, e outro para Della Street, além de uma biblioteca onde os clientes podem aguardar o atendimento de Mason, a biblioteca tem ligação para outros escritórios de advocacia no mesmo prédio, o escritório tem 3 telefones com ligações internas, um em cada ambiente. Dentro do escritório do advogado há, principalmente uma grande cadeira preta almofadada, onde os clientes se sentam, além de Paul Drake, que se senta na cadeira de forma que suas pernas fiquem sobre o braço esquerdo e as costas sobre o braço direito da cadeira, existem também outras cadeiras cujo número e aparência nunca foram revelados, há ainda a escrivaninha de Mason, com muitas gavetas que costumam guardar de tudo, e atrás da escrivaninha do advogado, existe uma grande janela de onde se tem a vista da cidade.
Além disso tudo, uma das peculiaridades do escritório são as suas duas portas, uma que tem ligação para o escritório de Della Street, e outra que se liga diretamente ao corredor dando acesso a escada e ao elevador, esta segunda porta é mais utilizada para os clientes que pretendem sair sem serem vistos. O funcionamento do escritório depende de apenas uma regra: não há regra nenhuma, o escritório de Mason não tem nenhuma formalidade.

## Aparições em Livros
Perry Mason aparece em quase 80 livros onde tem de defender seus clientes de acusações de assassinato. Esses são alguns livros protagonizados pelo advogado:

### De Erle Stanley Gardner
| Nº | Ano     | Título Original                       | Título em Português                                                  |
| 01 | 1933    | The Case of the Velvet Claws          | O Caso das Garras de Veludo                                          |
| 02 | 1933    | The Case of the Sulky Girl            | O Caso da Jovem Arisca                                               |
| 03 | 1934    | The Case of the Lucky Legs            | O Caso da Fotografia Misteriosa/O Caso das Pernas da Sorte           |
| 04 | 1934    | The Case of the Howling Dog           | O Caso do Cão Uivador                                                |
| 05 | 1935    | The Case of the Curious Bride         | O Caso da Noiva Curiosa                                              |
| 06 | 1935    | The Case of the Counterfeit Eye       | O Caso do Olho de Vidro                                              |
| 07 | 1935    | The Case of the Caretaker's Cat       | O Caso do Gato do Porteiro                                           |
| 08 | 1936    | The Case of Sleepwalker's Niece       | O Caso da Sobrinha do Sonâmbulo                                      |
| 09 | 1936    | The Case of the Stuttering Bishop     | O Caso do Bispo Gago                                                 |
| 10 | 1937    | The Case of the Dangerous Dowager     | O Caso da Viúva Assustada / O Caso da Milionária Perigosa            |
| 11 | 1937    | The Case of the Lame Canary           | O Caso do Canário Coxo                                               |
| 12 | 1938    | The Case of the Substitute Face       | O Caso do Rosto Substituído                                          |
| 13 | 1938    | The Case of the Shoplifter’s Shoe     | O Caso do Sapato da Ladra                                            |
| 14 | 1939    | The Case of the Perjured Parrot       | O Caso do Papagaio Perjuro                                           |
| 15 | 1939    | The Case of the Rolling Bones         | O Caso dos Dados Viciados                                            |
| 16 | 1940    | The Case of the Baited Hook           | O Caso do Anzol Iscado                                               |
| 17 | 1940    | The Case of the Silent Partner        |                                                                      |
| 18 | 1941    | The Case of the Haunted Husband       | O Caso do Marido Enfeitiçado                                         |
| 19 | 1941    | The Case of the Empty Tin             | O Caso da Lata Vazia                                                 |
| 20 | 1942    | The Case of the Drowning Duck         | O Caso do Pato Afogado                                               |
| 21 | 1942    | The Case of the Careless Kitten       | O Caso do Gatinho Descuidado                                         |
| 22 | 1943    | The Case of the Buried Clock          | O Caso do Relógio Enterrado                                          |
| 23 | 1943    | The Case of the Drowsky Mosquito      | O Caso do Mosquito Macabro                                           |
| 24 | 1944    | The Case of the Crooked Candle        | O Caso do Candeeiro de Petróleo                                      |
| 25 | 1944    | The Case of the Black-Eyed Blonde     | O Caso da Loira de Olhos Negros                                      |
| 26 | 1945    | The Case of the Golddigger's Purse    | O Caso dos Peixes Dourados                                           |
| 27 | 1945    | The Case of the Half-Wakened Wife     | O Caso da Esposa Mal-Acordada                                        |
| 28 | 1946    | The Case of the Borrowed Brunette     | O Caso da Morena Emprestada                                          |
| 29 | 1947    | The Case of the Fan Dancer's Horse    | O Caso do Cavalo da Dançarina                                        |
| 30 | 1947    | The Case of the Lazy Lover            | O Caso do Amante Preguiçoso                                          |
| 31 | 1948    | The Case of the Lonely Heiress        | O Caso da Herdeira Desaparecida / O Caso do Cheque Fatídico          |
| 32 | 1948    | The Case of the Vagabond Virgin       | O Caso da Virgem Vagabunda                                           |
| 33 | 1949    | The Case of the Dubious Bridegroom    | O Caso do Noivo Duvidoso                                             |
| 34 | 1949    | The Case of the Cautious Coquette     | O Caso do Cadáver Atropelado                                         |
| 35 | 1950    | The Case of the Negligent Nymph       | O Caso da Ninfa Noturna                                              |
| 36 | 1950    | The Case of the One-Eyed Witness      | O Caso da Testemunha Zarolha                                         |
| 37 | 1951    | The Case of the Fiery Fingers         | O Caso dos Dedos Fluorescentes                                       |
| 38 | 1951    | The Case of the Angry Mourner         | O Caso da Loja de Flores                                             |
| 39 | 1952    | The case of the Moth-Eaten Mink       | O Caso do Casaco Roído por Traças                                    |
| 40 | 1952    | The Case of the Grinning Gorilla      | O Caso das Garras do Gorila                                          |
| 41 | 1953    | The Case of the Hesitant Hostess      | O Caso da Anfitriã Hesitante                                         |
| 42 | 1953    | The Case of the Green-Eyed Sister     | O Caso da Irmã de Olhos Verdes                                       |
| 43 | 1954    | The Case of the Fugitive Nurse        | O Caso da Enfermeira Desaparecida                                    |
| 44 | 1954    | The Case of the Runaway Corpse        | O Caso do Cadáver Fugitivo                                           |
| 45 | 1955    | The Case of the Restless Redhead      | O Caso da Ruiva Irrequieta                                           |
| 46 | 1955    | The Case of the Sun Bather's Diary    | O Caso da Cliente Nua                                                |
| 47 | 1955    | The Case of the Glamorous Ghost       | O Caso do Fantasma Sedutor                                           |
| 48 | 1955    | The Case of the Nervous Accomplice    | O Caso do Cúmplice Nervoso                                           |
| 49 | 1956    | The Case of the Terrified Typist      | O Caso da Dactilógrafa Aterrada                                      |
| 50 | 1956    | The Case of the Demure Defendant      |                                                                      |
| 51 | 1956    | The Case of the Gilded Lily           | O Caso do Lírio Dourado / O Caso das Bebidas Drogadas                |
| 52 | 1957    | The Case of the Screaming Woman       | O Caso do Grito de Mulher                                            |
| 53 | 1957    | The Case of the Lucky Loser           | O Caso do Sortudo Perdedor                                           |
| 54 | 1957    | The Case of the Daring Decoy          | O Caso da Armadilha Diabólica                                        |
| 55 | 1958    | The Case of the Foot-Lose Doll        |                                                                      |
| 56 | 1958    | The Case of the Long-Legged Models    | O Caso das Modelos de Pernas Fabulosas / O Caso das Pernas Fabulosas |
| 57 | 1958    | The Case of the Calendar Girl         | O Caso da Garota do Calendário                                       |
| 58 | 1959    | The Case of the Singing Skirt         | O Caso da Saia Cantando / O Caso do Revólver Trocado                 |
| 59 | 1959    | The Case of the Mythical Monkeys      | O Caso dos Macacos Lendários                                         |
| 60 | 1959    | The Case of the Deadly Toy            | O Caso do Brinquedo Mortífero                                        |
| 61 | 1960    | The Case of the Waylaid Wolf          | O Caso do Lobo Violador                                              |
| 62 | 1960    | The Case of the Duplicate Daughter    | O Caso das Filhas Duplicadas                                         |
| 63 | 1960    | The Case of the Shapely Shadow        | O Caso da Sombra Assassina                                           |
| 64 | 1961    | The Case of the Spurious Spinster     | O Caso da Falsa Solteirona                                           |
| 65 | 1961    | The Case of the Bigamous Spouse       | O Caso do Bígamo Assassinado                                         |
| 66 | 1962    | The Case of the Reluctant Model       | O Caso da Modelo Erótica / O Caso da Modelo Relutante                |
| 67 | 1962    | The Case of the Blonde Bonanza        | O Caso da Loura Provocante                                           |
| 68 | 1962    | The Case of the Ice-Cold Hands        | O Caso das Mãos Geladas                                              |
| 69 | 1963    | The Case of the Amorous Aunt          | O Caso da Tia Amorosa                                                |
| 70 | 1963    | The Case of the Stepdaughter's Secret | O Caso do Segredo da Enteada                                         |
| 71 | 1963    | The Case of the Mischievous Doll      | O Caso da Boneca Maliciosa                                           |
| 72 | 1964    | The Case of the Phantom Fortune       | O Caso da Fortuna Fantasma                                           |
| 73 | 1964    | The Case of the Horrified Heirs       | O Caso dos Herdeiros Horrorizados                                    |
| 74 | 1964    | The Case of the Daring Divorcee       | O Caso da Divorciada Audaciosa                                       |
| 75 | 1965    | The Case of the Troubled Trustee      | O Caso do Administrador Atrapalhado                                  |
| 76 | 1965    | The Case of the Beautiful Beggar      | O Caso da Bela Mendiga / O Caso do Cadáver Trocado                   |
| 77 | 1966    | The Case of the Worried Waitress      | O Caso da Garçonete Preocupada / O Caso da Empregada em Apuros       |
| 78 | 1967    | The Case of the Queenly Contestant    | O Caso da Concorrente Majestosa                                      |
| 79 | 1968    | The Case of the Careless Cupid        | O Caso do Cupido Descuidado                                          |
| 80 | 1969    | The Case of the Fabulous Fake         | O Caso da Fabulosa Falsificação / O Caso do Anúncio Falso            |
| 81 | 1969    | The Case of the Murdereous Bride      | O Caso da Noiva Assassina                                            |
| 82 | 1971(*) | The Case of the Crimson Kiss          | O Caso do Beijo Criminoso                                            |
| 83 | 1971(*) | The Case of he Crying Swallow         | O Caso do Choro Engolido                                             |
| 84 | 1972(*) | The Case of the Irate Witness         | O Caso da Testemunha Enfurecida                                      |
| 85 | 1972(*) | The Case of the Fenced-In Woman       | O Caso da Mulher Cercada                                             |
| 86 | 1973(*) | The Case of the Postponed Murder      | O Caso do Assassinato Adiado                                         |

(*)Publicações Póstumas

## Séries
Perry Mason já participou de diversas séries na televisão e no rádio, entre elas, Perry Mason (série de televisão) pela CBS, Edge of Night pela  Rádio CBS, The New Adventures of Perry Mason pela CBS, Perry Mason (série de telefilmes) pela NBC. Em junho de 2020, uma minissérie foi lançada na HBO.

### Nos Quadrinhos
As primeiras aparições de Mason nos quadrinhos foram na década de 40, de autoria de David McKay na Features Books, lançando as histórias The Case of the Lucky Legs, e The Case of the Shoplifter's Shoe.
Entre 16 de Outubro de 1950 e 21 de Junho de 1952 foram feitas novas tentativas de adaptar Mason aos quadrinhos com desenhos de Mel Keefer e Lofgren Charles, porém era muito difícil adaptar processos judiciais para histórias em quadrinhos, e os resultados foram insatisfatórios.
Na década de 1960, outra tentativa, mais bem sucedida pela Dell Comics e em 1989, uma coleção chamada "Four Cases of Murder", e também em 1989 foram lançados jogos, brinquedos e etc, tendo como base Perry Mason.